# Gotländisch
Gotländisch (schwedisch gotländska mål) ist das auf Gotland und Fårö gesprochene Schwedisch. In Schweden unterscheidet man heute häufig zwischen Gutländska, dem auf Gotland verbreiteten Regiolekt, der sich nur wenig von der Standardsprache unterscheidet, und Gutamål, den alteingesessenen Dialekten Gotlands und Fårös, die stark von den anderen schwedischen Mundarten abweichen. Die Grenzen zwischen den verschiedenen Begriffen sind jedoch fließend und haben keine allgemein anerkannte wissenschaftliche Distinktion. Dieser Artikel behandelt hauptsächlich die autochthone gotländische Mundart (Gutamål). Wenn im Text der Term „Gotländisch“ benutzt wird, ist damit die traditionelle Mundart gemeint.
Die mittelalterliche Stufe, das Altgutnische (schwedisch Forngutniska), ordnet man traditionell nicht dem Altschwedischen zu, sondern sieht sie als autonome Varietät an.

## Geschichte

### Das Altgutnische
Das Altgutnische, das auf Gotland in der Wikingerzeit und im Mittelalter gesprochen wurde, kann laut dem schwedischen Nordisten Elias Wessén als eine eigene skandinavische Sprache betrachtet werden. Es darf nicht mit der ausgestorbenen ostgermanischen Sprache Gotisch verwechselt werden, auch wenn die Sprachen einzelne Ähnlichkeiten aufweisen. Das Altgutnische ist in zahlreichen Runeninschriften der Zeit von 900 bis Anfang des 16. Jahrhunderts sowie in einigen mittelalterlichen Handschriften überliefert. Die bekanntesten sind Gutalagen (Guten-Recht) und Gutasagan, die um 1350 aufgezeichnet wurden, höchstwahrscheinlich aber auf ältere Tradition zurückgehen. Nachfolgend ein Textbeispiel aus der Gutasaga:
Mangir kunungar stridu a Gutland miþan ha[i]þit war. Þau hieldu gutar e iemlica sigri oc ret sinum. Siþan sentu gutar sendumen manga til Suia rikis. En engin þaira fic friþ gart fyr þan Awair Strabain af Alwa socn. Hann gierþi fyrsti friþ wiþr suia kunung. [...] þaut gutar haiþnir waru, þau sigldu þair miþ caupmannascap innan all land, baþi cristin oc haiþin. Þa sagu caupmenn cristna siþi i cristnum landum: þa litu sumir sic þar cristna och fyrþu til Gutlandz presti. Botair af Acubec hit þann sum fyrsti kirchiu gierþi i þann staþ sum nu haitir Kulasteþar.
„Viele Könige kämpften gegen Gotland als es heidnisch war. Jedoch behielten die Guten [das gotländische Volk] immer den Sieg und ihr Recht. Dann sendeten die Guten viele Boten an Svea Reich. Aber keiner von ihnen konnte Frieden schaffen, bevor [es] Aivar Straibain aus Alva Gemeinde [tat]. Er schuf zuerst Frieden mit dem Sveakönig. [...] Obwohl die Guten Heiden waren, segelten sie mit Handelswaren in alle Länder, sowohl christliche als auch heidnische. Dann sahen die Kaufmänner christliche Sitten in christlichen Ländern: dann ließen sich manche da christlichen und führten nach Gotland Priester. Botair aus Akebäck hieß derjenige, der als erster [eine] Kirche baute an der Stelle, die heute Kulesteþar heißt.“
Das Altgutnische unterscheidet sich vom Altschwedischen durch sowohl phonologische als auch morphosyntaktische Besonderheiten. Es zeigt viele archaische Züge, so das Bewahren der urnordischen Diphthonge (im Text: haiþit, haitir) und des urnordischen u (gutar, Gutland). Auch das beibehaltene komplexe Nominal- und Verbalflexionssystem unterscheidet das Altgutnische in gewisser Hinsicht vom Altschwedischen und radikal vom Altdänischen. Mehrere Vokale hatten überdies eine geschlossenere Aussprache beibehalten oder entwickelt (im Text: fyrsti, siþan). Weitere Unterschiede von den anderen nordischen Altsprachen ist ein häufigeres Durchführen von i-Umlaut und das Fehlen von w-Brechung bei Wörtern wie singe und sinke.

### Späteres Altgutnisch und externe Einflüsse
Im Unterschied zum Altschwedischen blieb das Altgutnische von anderen Sprachen relativ lange wenig beeinflusst. Dies kann, anders als von unter anderem Wessén vermutet, nicht mit Isolation erklärt werden, da Visby zu Hansezeiten ein internationales Handelszentrum ausmachte. Man hatte im Mittelalter viel Austausch mit Russland, dem Baltikum, (Nord-)Deutschland, Schweden und Dänemark und hatte damit gute Voraussetzungen für sprachlichen Einfluss. Dass es zu dieser Zeit nicht zu großen Entwicklungen kam, hängt wahrscheinlich damit zusammen, dass der Handel und damit auch der Sprachkontakt in erster Linie innerhalb der Stadtmauern von Visby stattfand. Als Visby später an Einfluss verlor, verbreitete sich das Gutnische vom Land auch in die Stadt.
Erst im 16. und vor allem im 17. Jahrhundert, als Gotland unter dänischer Herrschaft stand, wurde der sprachliche Einfluss von außen bedeutend. Dänische und niederdeutsche Wörter kamen in den gutnischen Wortschatz, und das Flexionssystem wurde sukzessiv vereinfacht. Bis heute lässt sich entsprechend ein dänischer und niederdeutscher Einfluss erkennen. Beispiele aus dem Dänischen sind någle (dän. nogle, schwed. några, dt. „einige“), saktens (dän. sagtens, schwed. nog visst, dt. „leicht“) oder um en trent (dän. omtrent, schwed. ungefär, dt. „ungefähr, etwa“).
Ab 1645, als Schweden die Herrschaft über Gotland gewann, wurde der schwedische Einfluss auf das Gutnische immer stärker. Mit der Einführung der allgemeinen Volksschule 1842 und der Schulpflicht 1882 gewann die schwedische Schriftsprache immer mehr an Boden, auf Kosten des Gutnischen. Man setzt das Ende des Gutnischen auf das Ende des Mittelalters an, aber viele Elemente aus dem Altgutnischen sind in der gotländischen Mundart noch vorhanden.

## Phonologie
Das prägendste Merkmal der gotländischen Phonologie ist ihr Reichtum an Diphthongen und Triphthongen. Das Gotländische erscheint damit als ein relativ vokalreicher Dialekt.

### Vokalismus
Das Vokalsystem weist gegenüber dem Standardschwedischen folgende Besonderheiten auf:
- Die urnordischen Diphthonge ai und au sind aus dem Altgutnischen erhalten geblieben und wurden nicht wie im Schwedischen zu ē, ȫ monophthongiert: gotl. aik, haim (schw. ek, hem; dt. „Eiche, Heim“) bzw. augä, staur (schw. öga, stör; dt. „Auge, Stange“). Das urnordische øy wurde im Altgutnischen zu oy/oi gesenkt, blieb aber diphthongisch erhalten und wurde ebenfalls nicht zu ȫ monophthongiert: bloytä/bloitä, snoy/snoi (schw. blöta, snö; dt. „nass machen, Schnee“).
- Der altnordische Diphthong iū, der schon im Altgutnischen die Aussprache iau bekam, erscheint heute noch als Triphthong: biaude, diaup (schw. bjuda, djup; dt. „bieten, tief“).
- Neue Diphthonge haben sich entwickelt, die weder im Urnordischen noch im Altgutnischen vorhanden waren: Altes langes ī wurde zu äi, langes ȳ zu öi und langes ū zu äu: sväin, nöi, fäul (schw. und altgutn. svin, ny, ful; dt. „Schwein, neu, hässlich (faul)“).
- Das altgutnische lange ē (altnordisch ǣ/ē) hat in verschiedenen geographischen Gebieten unterschiedliche Entwicklungen durchgemacht. Im Süden blieb das lange e bewahrt, auf dem restlichen Gotland wurde es entweder zu einem eigenen Diphthong ei oder fiel mit dem aus altem ī entwickelten Diphthong äi zusammen. Kurzes u nach einfachem Konsonanten hat sich zu iu entwickelt: hiul, siun (schw. hål, båge; dt. „Loch, Bogen“).
- Langes altnordisches a ist bewahrt worden: bat [baːt], nal (schw. båt [boːt], nål; dt. „Boot, Nadel“).
- Die Qualität von kurzem i und kurzem y blieb erhalten: skip, vit (schw. skepp, vett; dt. „Schiff, Verstand“) und hyllä, yvar (schw. hölja, över; dt. „hüllen, über“). Die Quantität hat sich jedoch in manchen Fällen verändert.
- Urnordisches kurzes u ist in manchen Stellungen bewahrt: buck (schw. bock; dt. „Bock“), in anderen aber diphthongiert worden (siehe oben). Der schon das Altschwedische prägende a-Umlaut von altnordischem u ist lediglich vor r eingetreten: ård (schw. ord; dt. „Wort“). Grundsätzlich kennt Gotländisch den »europäischen« u-Laut [u], nicht das schwedische palatalisierte [ʉ].
- Unbetonte Vokale sind in der Regel abgeschwächt worden: drickä (schw. dricka; dt. „trinken“). An einigen Orten im nördlichen und nordöstlichen Gotland findet sich jedoch die Endung -i erhalten: bälti, minni (sonst wie standardschw.: bälte, minne; dt. „Gürtel, Erinnerung“).
- Wie im Altgutnischen fehlt die w-Brechung, zum Beispiel singä (schw. sjunga; dt. „singen“).

### Konsonantismus
Auch im Konsonantensystem zeigt das Gotländische mehrere Besonderheiten:
- g und k werden auch vor vorderen Vokalen plosiv ausgesprochen und nicht, wie im Standardschwedischen, zu [j] bzw. [ɧ] oder [ʃ] palatalisiert: [gɪ:va], [körke] (schw. [jɪ:va], [ɧʏrka] oder [ʃʏrka]; dt. „geben, Kirche“).
- In den Konsonantenverbindungen gj, sk, skj und stj wird noch jeder Laut für sich ausgesprochen, und es findet keine Palatalisierung zu [j] bzw. [ʃ] oder [ɧ] statt: [gjautä], [skjautä], [stjennä] (schw. [jʉ:ta], [ɧʉ:ta] bzw. [ʃʉ:ta], [ɧɛ:ɳa] bzw. [ʃɛ:ɳa]; dt. „gießen, schießen, Stern“).
- In den Konsonantenverbindungen dj, ld, mb, rd und ng finden in den meisten Positionen keine Assimilationen statt: [djaup], haldä, lamb (schw. [jʉ:p], hålla, lamm; dt. „halten, Lamm“).
- In der Konsonantenverbindung ld und ng werden d und g in den meisten Positionen ausgesprochen: [kvɛld], [drɛŋg] (schw. [kvɛlː], [drɛŋ]; dt. „Abend, Knecht“).
- Die Assimilation der Konsonantenverbindungen rn und rs, die im Standardschwedischen bis zu den Retroflexen [ɳ] und [ʂ] erfolgt ist, findet sich im Gotländischen vollständig durchgeführt: [baːn], [kɔsː] (schw. barn [baːɳ], kors [kɔʂː]; dt. „Kind, Kreuz“).
- J schwindet vor der Verbendung: hylle (schw. hölja, altwestnordisch hylja; dt. „hüllen“).
- Schwachtoniges -t und -n im Auslaut sind, wie verbreitet in den skandinavischen Mundarten, verstummt: häuse, bite, jordi (schw. huset, bitet, jorden; dt. „das Haus, das Stück, die Erde“).
- Auslautendes -r kann in Pluralformen schwinden: hästa (schw. hästar; dt. „Pferde“).

## Morphologie
Das Gotländische hat nur Teile des komplizierten Flexionssystems im Altgutnischen bewahrt. Hier werden in erster Linie die Erscheinungen beschrieben, in welchen sich das Gotländische vom Standardschwedischen unterscheidet.

### Nominalflexion
Das Gotländische weist wie die meisten schwedischen Dialekte, aber im Unterschied zum Standardschwedischen, ein erhaltenes Dreigenerasystem auf. Die Substantive sind also in die grammatischen Kategorien Maskulinum, Femininum und Neutrum eingeteilt.
Der unbestimmte Artikel ist für Maskulina änn (änn skog), für Neutra ätt (ätt brev) und für Feminina je nach Region i, a oder ä (i/a/ä dauter).
Der Definitheitsmarker („bestimmter Artikel“) wird wie im Standardschwedischen suffigiert. Für Feminina gibt es zwei unterschiedliche Definintheitsmarker, abhängig davon, ob das Wort auf einen Konsonanten (stark) oder auf einen Vokal (schwach) endet. Das Schema unten zeigt die Flexion für Substantive in unbestimmter und bestimmter Form.
| Maskulinum | Femininum (schwach) | Femininum (stark) | Neutrum  |
| ---------- | ------------------- | ----------------- | -------- |
| änn skog   | i/a/ä kollå         | i/a/ä dauter      | ätt brev |
| skogän     | kollu               | dautri            | brevä    |

Der Plural wird in der Regel mit -ar gebildet: änn häst – trei hästar („ein Pferd – drei Pferde“). Einsilbige Neutra bleiben in der Regel unverändert: ätt brev – trei brev („ein Brief – drei Briefe“). Im Unterschied zum Standardschwedischen kennt Gotländisch keine Doppelbestimmung mit vorangestelltem und Schlussartikel, wenn ein Adjektiv dem Substantiv vorangeht: trei hästar – di sma hästar („drei Pferde – die kleinen Pferde“).
Dem Possessivpronomen folgt das Substantiv in bestimmter Form, was sonst in nordgermanischen Dialekten nur selten der Fall ist. Nominalphrasen wie din garden („dein Garten-DEF“) und däiras de yngst päiku („deren das jüngste Mädchen-DEF“) sind also im Gotländischen grammatisch korrekt.

### Adjektivflexion
Das Adjektiv wird nach dem zugehörigen Substantiv flektiert. Die Endungen in prädikativer Stellung sind folgende:
| Maskulinum | Femininum | Neutrum | Plural |
| ---------- | --------- | ------- | ------ |
| stäurar    | stäur     | stäurt  | stäura |

Also: Han jär stäurar, ha jär stäur, de jär stäurt, di jär stäurar. („Er/sie/es/sie-Plur ist/sind groß“).
Die präsubstantivische (schwache) Endung des Adjektivs ist in allen Genera -ä: Den stäurä skogän, de stäur dautri, de stäuri häusä, de stäura hästar („der/die/das/ große/n/ Wald/Tochter/Haus/Pferde“). In adsubstantivischer Stellung erhalten Feminina die (starke) Endung -u. Plurala Substantiv erhalten in einigen Gebieten -u, in anderen -å [o].

### Verbalflexion
Die Verbalflexion nach Person ist, wie im Standardschwedischen und in den sonstigen festlandskandinavischen Sprachen, fast vollständig abgebaut worden. In der zweiten Person Singular gibt es jedoch einige Formen, die noch im Großteil der Insel verwendet werden. Dies gilt vor allem für die Hilfsverben: Jau kan („ich kann“), aber däu kanst („du kannst“). Auf der Insel Fårö nordöstlich von Gotland wurden am längsten die vollständigen Paradigmen benutzt, damals jau kan, däu kanst, han kann, vör kunå. Charakteristisch für das Gotländische und heute in der gotländischen Standardsprache üblich ist die Infinitivendung -ä: kallä, ropä (schw. kalla, ropa, dt. „rufen“).

## Lexik
Das Gotländische hat viele eigene Wörter, durch die es sich vom Schwedischen unterscheidet. Nachfolgend eine kleine Auswahl aus dem gotländischen Alltagswortschatz:
| Gotländisch | Schwedisch | Deutsch       |
| ----------- | ---------- | ------------- |
| päiku       | flickan    | das Mädchen   |
| sårken      | pojken     | der Junge     |
| russe       | hästen     | das Pferd     |
| rabbis      | kanin      | das Kaninchen |
| träsket     | sjön       | der See       |
| sjoen       | havet      | das Meer      |

## Das Gotländische heute: Verbreitung und Zukunft
Wie die meisten Dialekte des Schwedischen steht das Gotländische unter starkem Einfluss der schwedischen Standardsprache, sowohl durch Sprecherkontakt als auch durch Medien und durch die Schriftsprache. Dies führte dazu, dass sich das Gotländische der schwedischen Standardsprache in vielem angeglichen hat oder bei der großen Mehrheit der Bevölkerung überhaupt durch eine regional gefärbte Variante des Standardschwedischen (Regiolekt) ersetzt worden ist. Dieser Regiolekt ist vor allem durch seine Intonation, nämlich eine „singende Sprachmelodie“, charakterisiert, stimmt aber in Wortschatz, Wortbeugung und Satzbau weitgehend mit der Schriftsprache überein.
Der Verein Gutamålsgillet, der seit 1945 für das Bewahren und das Revitalisieren des Gutamål arbeitet, geht davon aus, dass »genuines« Gutnische heute von 2000 bis 5000 Menschen gesprochen wird. Wie viele es noch passiv können, wird nicht angegeben. Ein Interesse am Gutnischen scheint jedoch vorhanden zu sein: Von 1989 bis 2011 lief die Radiosendung Gutamål in Radio Gotland, die regelmäßig etwa 15.000 bis 20.000 Zuhörer erreichte, und 2008 bot die Hochschule Gotland ihren ersten Kurs in Gutamål an. Gutamålsgillet sammelt Schriften von Autoren und Poeten, die ihre Texte auf Gutamål schreiben, und führt ein schwedisch-gotländisches Wörterbuch sowie eine ständig wachsende Liste von gotländischen Neologismen.

## Gotländisch im gesamtskandinavischen Zusammenhang
Schon die altgutnische Überlieferung wies ein ausgesprochenes sprachliches Sondergepräge auf, das sich, gefördert durch das bis zum Frieden von Brömsebro 1645 andauernde weitgehende Eigenleben der Insel Gotland, bis heute erhalten und teilweise verstärkt hat.
Besonders geprägt wird der gotländische Dialekt zum einen durch seine Archaismen – er hat, dank seiner Randlage, Merkmale erhalten, die anderswo Neuerungen gewichen sind. In erster Linie betrifft dies den Erhalt von altnordischem langem [aː], das in Skandinavien sonst nur noch selten vorkommt. Auch die vielen erhaltenen Konsonantenverbindungen sind abgesehen vom Gotländischen nur für einen kleineren Teil der skandinavischen Mundarten typisch (im Dänischen wurden sie teilweise erst im 19. Jahrhundert wieder hergestellt). Weniger außergewöhnlich ist der Erhalt von »europäischem« u, das in allen nordgermanischen Varietäten außerhalb der skandinavischen Halbinsel (also auch auf Island und den Färöern, in Dänemark und in Finnland) gilt.
Zum andern ist es die umfassende Diphthongierung altnordischer Längen und die Triphthongierung altnordischer Diphthonge, die dem Gotländischen einen sehr markanten Zug verleihen. Solche kommen zwar auch in gewissen westnordischen Mundarten und im Inselnordischen vor, heben aber das Gotländische recht scharf von den benachbarten Dialekten ab. Fast alle übrigen Neuerungen lassen sich indessen an die nächstgelegenen Gebiete des skandinavischen Festlandes anschließen: Die besonders starke Durchführung der gemeinnordischen Brechung, der Schwund von -t und -n im schwachtonigen Auslaut, die allgemeine Abschwächung von auslautendem -a, der Übergang von ǣ zu ē (neugotländisch zu ei, äi diphthongiert) und anderes findet sich auch in Mundarten Zentral- und Nordschwedens. Der aus iū entwickelte Triphthong iau lässt sich auch auf frühen Inschriften des Festlandes nachweisen und ist damit eher ein bewahrter Archaismus als eine gotländische Innovation. Der altgutnische R-Umlaut, der ǣ zu ē gehoben hat, der Schwund von j vor verbalem Endvokal -a sowie Wortschatzphänomene treten auch in Dalarna, ersterer überdies in gewissen altschwedischen Texten auf und verweisen damit auf einen älteren gesamtostnordischen Zusammenhang, der erst durch spätere Entwicklungen gestört worden ist. Schwund von auslautendem -r in Pluralformen sowie vielleicht die Abschwächung von auslautendem -a haben schließlich Gemeinsamkeit mit dem Dänischen.
Alles in allem zeigt Gotländisch damit durchaus enge Verbindungen zu den benachbarten Mundarten und ist nicht derart isoliert, wie es scheinen könnte. Was Gotländisch aber dennoch sein beträchtliches Sondergepräge schafft, ist die Verbindung von ausgeprägten Archaismen und ausgeprägten Innovationen.

## Sprachbeispiele
| Um kvälden                              |
| --------------------------------------- |
| Nätt'l för manfolk u kungvall för kune. |
| Neie slags örtar för ymsedere.          |
| Svalk di bei saudi, styrk di me dune    |
| um däu jär djaupt i naudi nere!         |
| Vävald pa raini, rindlaug i hagen       |
| – täusen sma kluckar gynnar ljaude.     |
| Die aimar fran marki u rydmen av dagen  |
| slucknar langum för livnes u daude.     |
| Gustaf Larsson                          |

| Staingylpen                   |
| ----------------------------- |
| Staingylpen gärdä bryllaup,   |
| langhalu bigravdä läik,       |
| tra torkä di däu sigderäivarä |
| va fyrä komst däu intä däit?  |
| Nach P.A. Säve                |

## Weiterführende Literatur
- Oskar Bandle: Die Gliederung des Nordgermanischen. Mit 23 Karten. Helbing und Lichtenhahn, Basel/Stuttgart 1973 (Beiträge zur nordischen Philologie 1); seither neu aufgelegt.
- Herbert Gustavson: Gutamålet – inledning till studium. Barry Press Förlag, Visby 1977.
- Elias Wessén: Våra folkmål. Fritzes, Lund 1969.
- Elias Wessén: De nordiska språken. Almqvist & Wiksell Förlag AB, Stockholm 1979.